# Un hombre solo
| Оценки критиков | Оценки критиков |
| Источник        | Оценка          |
| --------------- | --------------- |
| AllMusic        | [ 1 ]           |

Un hombre solo (Ун о́мбре со́ло, «Одинокий мужчина») — студийный альбом Хулио Иглесиаса, выпущенный в 1987 году на лейбле CBS Records.
Все песни на альбоме были написаны композитором Мануэлем Алехандро на стихи Мариан и Сандры Бегбеде и Аны-Магдалены. Он же аранжировал все песни и был продюсером альбома.
В США альбом Un hombre solo возглавил хит-парад Latin Pop Albums журнала Billboard и был отмечен премией «Грэмми» в категории «Лучший латинский поп-альбом» (присуждаемой лучшему альбому года в стиле ла́тин-поп).

## Список композиций
| №                   | Название                         | Автор(ы)                          | {{{extra_column}}}  | Длительность |
| ------------------- | -------------------------------- | --------------------------------- | ------------------- | ------------ |
| 1.                  | «Lo mejor de tu vida»            | Мануэль Алехандро, Мариан Бегбеде | Мануэль Алехандро   | 4:17         |
| 2.                  | «Todo el amor que te hace falta» | Мануэль Алехандро, Ана-Магдалена  | р                   | 5:20         |
| 3.                  | «Intentando otra vez enamorarte» | Мануэль Алехандро, Сандра Бегбеде | Мануэль Алехандро   | 3:32         |
| 4.                  | «Procura hablarle tú»            | Мануэль Алехандро, Мариан Бегбеде | Мануэль Алехандро   | 3:48         |
| 5.                  | «Que no se rompa la noche»       | Мануэль Алехандро, Ана-Магдалена  | Мануэль Алехандро   | 4:26         |
| 6.                  | «Un hombre solo»                 | Мануэль Алехандро, Мариан Бегбеде | Мануэль Алехандро   | 3:52         |
| 7.                  | «Te voy a dejar de querer»       | Мануэль Алехандро, Ана-Магдалена  | Мануэль Алехандро   | 4:55         |
| 8.                  | «Evadiéndome»                    | Мануэль Алехандро, Сандра Бегбеде | Мануэль Алехандро   | 3:50         |
| 9.                  | «Alguien»                        | Мануэль Алехандро, Мариан Бегбеде | Мануэль Алехандро   | 3:27         |
| 10.                 | «El mar que llevo dentro»        | Мануэль Алехандро, Сандра Бегбеде | Мануэль Алехандро   | 1:44         |
| Общая длительность: | Общая длительность:              | Общая длительность:               | Общая длительность: | 39:11        |

### Бразильское издание
1. «O melhor de tua vida» — 4:03
2. «Todo o amor que te faz falta» — 4:32
3. «O que fazer?» — 4:03
4. «Procure ser feliz» — 3:31
5. «Que no se rompa la noche» — 4:26
6. «América» — 4:27
7. «Un hombre solo» — 3:52
8. «Intentando otra vez enamorarte» — 3:32
9. «Doce superstar» — 3:18
10. «Evadiéndome» — 3:50
11. «El mar que llevo dentro» — 1:44

## Чарты и сертификации
| Чарт (1987)                      | Наив. поз. |
| -------------------------------- | ---------- |
| США (Billboard Latin Pop Albums) | 1          |

### Сертификации
| Регион | Сертификация  | Продажи    |
| --- | ------------- | ---------- |
| Аргентина (CAPIF) | 4× Платиновый | 240 000^   |
| Бразилия (ABPD) | 5× Платиновый | 1 250 000* |
| Испания (PROMUSICAE) | 4× Платиновый | 400 000^   |
| Итого |               |            |
| Мир | —             | 3,000,000  |
| * Данные о продажах приведены только на основе сертификации. ^ Данные о тиражах приведены только на основе сертификации. |               |            |